# Pentachoron
| Regelmäßiges Pentachoron (5-Zell)   | Regelmäßiges Pentachoron (5-Zell) |
| ----------------------------------- | --------------------------------- |
| Schlegeldiagramm (Ecken und Kanten) |                                   |
| Typ                                 | Regelmäßiges Polychoron           |
| Familie                             | Simplex                           |
| Zellen                              | 5 {3,3}                           |
| Flächen                             | 10 {3}                            |
| Kanten                              | 10                                |
| Ecken                               | 5                                 |
| Eckfigur                            | {3,3}                             |
| Schläfli-Symbol                     | {3,3,3}                           |
| Coxeter-Dynkin-Diagramm             |                                   |
| Symmetriegruppe                     | A4, [3,3,3]                       |
| Eigenschaften                       | konvex                            |

Eckfigur: Tetraeder

Ein Pentachōron (das, von altgriechisch πεντα- penta-, Präfixform von πέντε pénte ‚fünf‘, und χῶρος chōros ‚Raum‘; auch 5-Zell, Pentatop, vierdimensionale Hyperpyramide oder vierdimensionales Hypertetraeder genannt) ist eine vierdimensionale Hyperpyramide mit einem Tetraeder als „Grundfläche“, bzw. ein 4-Simplex, das einfachste Polychoron (vierdimensionale Figur). Es besteht aus fünf tetraederförmigen Zellen und ist das Analogon zum Dreieck (2-Simplex) und zum Tetraeder (3-Simplex). 
Das regelmäßige Pentachoron ist eines der sechs regelmäßigen, konvexen Polychora (der sechs Platonischen Körper im 4-dimensionalen Raum) und wird vom Schläfli-Symbol {3,3,3} repräsentiert.

## Geometrie
Ein Pentachoron besteht aus fünf Zellen, die alle tetraederförmig sind. Seine Eckfigur ist ein Tetraeder. Seine maximale Durchschneidung mit dem dreidimensionalen Raum ist das Dreiecksprisma.

## Bilder
| Eine 3D-Projektion eines 5-Zells, der eine Doppelrotation um zwei orthogonale Ebenen ausführt. | Vier orthographische Projektionen. |

## Konstruktion
Ein Pentachoron kann konstruiert werden, indem zu einem Tetraeder eine fünfte Ecke hinzugefügt wird, die die gleiche Entfernung von den anderen Ecken hat wie die anderen Ecken untereinander (Im Wesentlichen ist ein Pentachoron eine vierdimensionale Pyramide mit einer tetraederförmigen Basis).

## Projektionen
Eine mögliche Projektion des Pentachorons ist ein Pentagramm innerhalb eines Pentagons.
Die Ecke-Zuerst- und die Zelle-Zuerst-Parallelprojektion des Pentachorons in drei Dimensionen haben eine tetraederförmige Hülle. Das nächste bzw. die entfernteste Zelle wird auf den Tetraeder selbst projiziert, während die anderen vier Zellen auf die vier gestauchten tetraederförmigen Regionen, die das Zentrum umgeben, abgebildet werden.
Die Kante-Zuerst- und die Fläche-Zuerst-Projektion des Pentachorons in drei Dimensionen haben eine doppeldreieckspyramidenförmige Hülle. Zwei der Zellen werden auf die obere und untere Hälfte der Doppelpyramide projiziert, während die übrigen drei auf drei nicht-regelmäßige tetraederförmige Körper um die zentrale Achse der Doppelpyramide mit Winkeln von jeweils 120° zueinander projiziert werden.

Projektionen in den 3-dimensionalen Raum
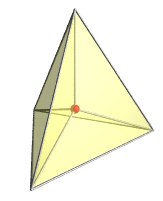
Ecke-Zuerst-Projektion
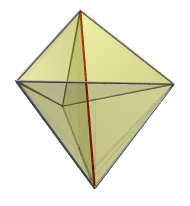
Kante-Zuerst-Projektion
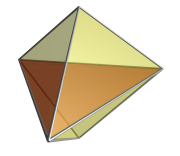
Fläche-Zuerst-Projektion
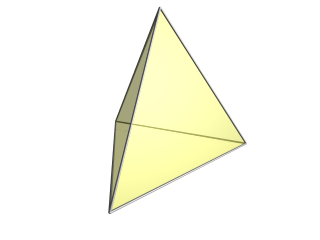
Zelle-Zuerst-Projektion

## Formeln
| Größen eines Tesserakt mit Kantenlänge a | Größen eines Tesserakt mit Kantenlänge a                                                  |
| ---------------------------------------- | ----------------------------------------------------------------------------------------- |
| Vierdimensionales Hypervolumen           | {\displaystyle H={\frac {25\cdot {\sqrt {5}}}{384}}\cdot a^{4}\approx 0{,}146\cdot a^{4}} |
| Begrenzungsvolumen                       | {\displaystyle V={\frac {25\cdot {\sqrt {5}}}{24}}\cdot a^{3}\approx 2{,}329\cdot a^{3}}  |
| Umkugelradius                            | {\displaystyle r_{u}=a}                                                                   |
| Kantenkugelradius                        | {\displaystyle r_{k}={\frac {a}{2}}\cdot {\sqrt {10}}\approx 1{,}581\cdot a}              |
| Inkugelradius                            | {\displaystyle r_{i}={\frac {a}{4}}=0{,}25\cdot a}                                        |